# Oxynops macrocera
Oxynops macrocera là một loài ruồi trong họ Tachinidae.